# Jean Cassou
Pour les articles homonymes, voir Jean Cassou (homonymie) et Cassou.
Raphaël Jean Lépold Cassou dit Jean Cassou, né le 9 juillet 1897 à Bilbao et mort le 15 janvier 1986 à Paris, est un écrivain, résistant, conservateur de musée, critique d'art, traducteur, et poète français. Il est également le directeur-fondateur du musée national d'Art moderne de Paris et le premier président de l'Institut d'études occitanes.

## Biographie

### Avant la guerre
Jean Cassou naît à Bilbao dans le pays basque espagnol. Son père est ingénieur des Arts et manufactures, sa mère est andalouse. Quand la famille s'installe à Saint Quentin, Jean a quatre ans. Son père décède alors qu'il n'a que seize ans. Jean Cassou effectue ses études secondaires au lycée Charlemagne en subvenant aux besoins de sa famille, puis commence une licence d'espagnol à la faculté des lettres de la Sorbonne à Paris. Il la poursuit en 1917 et 1918 en étant maître d'études au lycée de Bayonne et, ajourné plusieurs fois, n'est pas mobilisé pour la Grande Guerre.
Secrétaire de Pierre Louÿs, il tient à partir de 1921 la chronique « Lettres espagnoles » dans la revue Mercure de France, époque où il devient l'ami du poète espagnol Jorge Guillén avec lequel il entretient une correspondance fournie. Il réussit en 1923 le concours de rédacteur au ministère de l'Instruction publique et publie en 1926 son premier roman. De 1929 à 1931, il est conseiller littéraire des éditions J.-O. Fourcade, aux côtés d´Henri Michaux.
Il est nommé inspecteur général des arts appliqués en 1929. Devenu inspecteur des monuments historiques en 1932, Jean Cassou est en 1934 membre du Comité de vigilance des intellectuels antifascistes et directeur de la revue Europe de 1936 à 1939.
En 1936, il reçoit le prix de La Renaissance, pour Les Massacres de Paris d'où ressort « sa sensibilité d'artiste et de poète, sa vision colorée, émouvante et prenante ». Louis Aragon considère Les Massacres de Paris comme le modèle d'un nouveau réalisme, à côté du Temps du mépris d’André Malraux, et comme « le véritable point de départ du roman historique dans notre temps et dans notre pays. » Pour le chercheur Alexis Buffet, le roman, inspiré par le contexte du Front populaire, « fait de la Commune un enjeu mémoriel dans le cadre de la stratégie antifasciste de défense de la culture. »
La même année, il participe au cabinet de Jean Zay, ministre de l'Éducation nationale et des Beaux-arts du Front populaire. Il est alors favorable à l'aide à la République espagnole, se rapproche du Parti communiste avec lequel il rompt en 1939 lors du pacte germano-soviétique. Lors de l’exposition internationale de 1937, il participe avec Matisse, Braque, Picasso ou Léger au comité d'organisation de l'exposition « Origines et développement de l'art international indépendant », qui présente l'avant-garde internationale contemporaine du 30 juillet au 31 octobre 1937 au musée du Jeu de Paume dédié aux écoles étrangères depuis 1922.
En avril 1940, il est affecté au Musée national d'art moderne, qui était sur le point d'ouvrir au palais de Tokyo, dont il devient conservateur adjoint, puis conservateur en chef durant quelques semaines, avant d'être destitué en septembre 1940. Tandis qu'approchent les armées allemandes, il est envoyé au château de Compiègne et se consacre à la sauvegarde du patrimoine national.

### L'Occupation
Révoqué de son poste de conservateur du Musée d'art moderne par le régime de Vichy, il entre dans la Résistance dès septembre 1940, rédigeant ses premiers tracts. Il protège Wilhelm Uhde. Retrouvant certains de ses amis qui partagent ses opinions, Claude Aveline, Agnès Humbert, il rencontre le groupe clandestin du Musée de l'homme, Boris Vildé, Anatole Lewitsky et Paul Rivet. Avec Aveline, Agnès Humbert, Simone Martin-Chauffier, Marcel Abraham et Pierre Brossolette, il assure la rédaction du journal du groupe Résistance (six numéros de décembre 1940 à mars 1941).
Tandis que de nombreux membres du groupe du musée de l'Homme sont arrêtés, il échappe à la Gestapo et se réfugie à Toulouse. Agent du « réseau Bertaux » à partir d'août 1941. Il est arrêté en décembre 1941 pour ses activités au musée de l'Homme et emprisonné à la prison militaire de Furgole à Toulouse où il compose de tête, sans la possibilité de les écrire, ses Trente-trois sonnets composés au secret, publiés clandestinement au printemps 1944 sous le pseudonyme de Jean Noir. Grâce au Front national des musiciens, Henri Dutilleux en prend connaissance, et met l'un des poèmes, La Geôle, en musique. Darius Milhaud compose aussi pour voix mixtes, sur 6 de ses sonnets, dont La Barque funéraire.
Libéré après un an de prison, il est envoyé par la surveillance du territoire (ST) au camp d'internement de Saint-Sulpice-la-Pointe. Sur injonction de la Résistance au directeur de la ST, il est libéré en juin 1943 et reprend ses activités de résistant comme inspecteur de la zone Sud. Il est également rédacteur des Cahiers de la Libération et président du comité régional de Libération de Toulouse. Le gouvernement provisoire de la République française le nomme en juin 1944 commissaire de la République de la région de Toulouse ; il y côtoie Serge Ravanel, chef régional des FFI. En août, au moment de la libération de la ville, sa voiture rencontre une colonne allemande : deux de ses compagnons sont tués et il est laissé pour mort. Transporté à l'hôpital dans le coma, il est remplacé mais maintenu dans son titre, dont il démissionne après un an de convalescence.

### Après la guerre

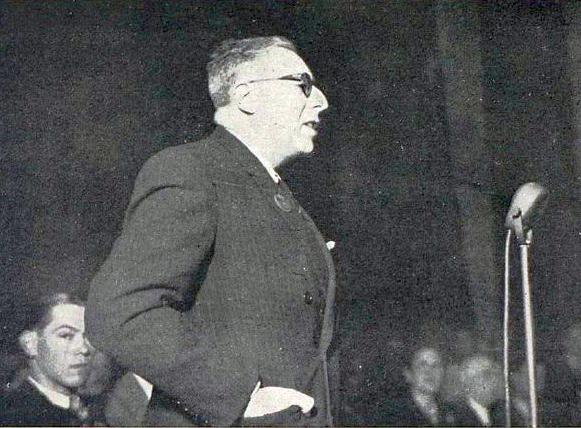
Jean Cassou en 1945.

En 1945, Jean Cassou retrouve sa fonction de conservateur en chef des Musées nationaux et est nommé conservateur en chef du Musée national d'art moderne, poste qu'il occupe jusqu'en 1965. Il est le premier président de l'Institut d'études occitanes de 1945 à 1952 et en 1956 le président du Comité national des écrivains. Il enseigne également à l’École du Louvre de 1961 à 1963. À la tête du Musée d’art moderne, il organise en 1953 une exposition de peintres américains, la première en France depuis quinze ans, financée par le Congrès pour la liberté de la culture (Congress for Cultural Freedom - CCF), lequel était lui-même financé par la CIA, mais secrètement — financement qui ne sera rendu public aux États-Unis qu'en 1967 —. Les artistes figurant dans cette exposition furent baptisés « les douze apôtres de Dulles ».
Parallèlement à ces activités nombreuses, il poursuit son œuvre et publie, notamment, en 1953, le pamphlet La Mémoire courte, "emblématique de l'esprit de la Résistance" et réponse virulente adressée à son ami Jean Paulhan. 
En 1964, il devient membre de l'Académie flamande des Beaux-Arts et de plusieurs autres académies étrangères.
De 1965 à 1970, il est directeur d'études à l'École pratique des hautes études.
Il est un militant actif du Mouvement de la Paix.
Il est le beau-frère du philosophe Vladimir Jankélévitch (1903-1985), dont il a épousé la sœur, Ida Jankélévitch, née le 25 décembre 1898 à Bourges et décédée le 16 mars 1982 à Paris.
Jean Cassou meurt le 15 janvier 1986 à son domicile situé au 4 rue du Cardinal-Lemoine; il est enterré au cimetière parisien de Thiais (dans une tombe anonyme de la 21e division).

## Honneurs

### Décorations
- Grand officier de la Légion d'honneur
- Compagnon de la Libération par décret du 12 juin 1945, 1038e compagnon[15]
- Croix de guerre 1939-1945 (1 citation)
- Médaille de la Résistance française avec rosette par décret du 31 mars 1947[16]
- Commandeur de l'ordre des Palmes académiques
- Commandeur de l'ordre des Arts et des Lettres
- Officier de l'ordre de Léopold (Belgique)
- Officier de l'ordre du Mérite de la République italienne‎
- Officier de l'ordre d'Orange-Nassau (Pays-Bas)

### Prix et distinctions
- 1936 : Prix de La Renaissance[5] pour Les Massacres de Paris
- 1954 : Prix littéraire de la Résistance pour La mémoire courte
- 1967 : Prix littéraire Prince-Pierre-de-Monaco[17]
- 1971 : Grand prix national des Lettres
- 1983 : Grand prix de littérature de la SGDL pour l'ensemble de son œuvre
- 1983 : Médaille d'or du mérite des beaux-arts du ministère espagnol de l'Éducation, de la Culture et des Sports[18]

## Œuvres

### Romans
- Les Harmonies viennoises, Paris, éd. Émile-Paul Frères, 1926
- Le Pays qui n'est à personne, Paris, éd. Émile-Paul Frères, 1927
- La Clef des songes, 1928
- Mémoires de l'Ogre, Plon, 1930
- Sarah, Paris, Roberto Alvim Corrêa, 1931
- Comme une grande image, éd. Émile-Paul Frères, 1931
- Les Inconnus dans la cave, Paris, Gallimard, 1933
- Les Massacres de Paris, Paris, Gallimard, 1935
- Le Centre du monde, Paris, Le Sagittaire, 1945
- Le Bel Automne, Paris, Julliard, 1950
- Le Temps d'aimer, Paris, Albin Michel, 1959; Paru en septembre 1958 dans La Revue de Paris sous le titre Les Questions rétrospectives
- Dernières pensées d'un amoureux, Paris, Albin Michel, 1962
- Le Voisinage des cavernes, Paris, Albin Michel, 1971

### Poésie
- Trente-trois sonnets composés au secret, Paris, Éditions de Minuit, 1944 ; rééd. Poésie/Gallimard, 1995 Initialement publié clandestinement durant l'Occupation, sous le pseudonyme de « Jean Noir »[11].
- La Folie d'Amadis et autres poèmes, Paris, 1950
- La Rose et le Vin : poèmes suivis d'un commentaire, avec hors-texte de Lancelot Ney, Paris, 1952

### Essais
- Éloge de la folie, 1925
- Vie de Philippe II, Paris, Gallimard, 1929 ; orig. 1927, Vies des hommes illustres, no 29
- Panorama de la littérature espagnole contemporaine, Paris, Kra, 1929 (éd. augm. 1931)
- Les Nuits de Musset, Paris, éd. Émile-Paul Frères, 1931
- Bayonne, Paris, éd. Émile-Paul Frères
- Frédégonde, Trémois
- Grandeur et infamie de Tolstoï, Paris, Bernard Grasset, 1932
- Pour la poésie, Paris, Roberto Alvim Corrêa, 1935
- Tempête sur l'Espagne, Paris, L'Homme réel, 1936
- La Querelle du réalisme (coll.), Paris, Éditions sociales internationales, 1936
- Cervantes, Paris, Éditions sociales internationales, 1936
- Légion, Paris, Gallimard, 1939
- Quarante-huit, Paris, Gallimard, 1939
- Les Conquistadors, Paris, Gallimard, 1941
- L'Heure du choix (coll.), Paris, Éditions de Minuit, 1947
- Le Quarante-huitard, Paris, PUF, 1948
- La Voie libre, Paris, Flammarion, 1951
- La Mémoire courte, Paris, Éditions de Minuit, 1954 ; rééd. Mille et une Nuits, 2001 ; rééd. Éditions Sillage, 2017  (ISBN 979-10-91896-60-3)
- Parti pris, Paris, Albin Michel, 1961
- La Création des mondes, Paris, Éditions ouvrières, 1971
- Une vie pour la liberté, Paris, Robert Laffont, 1981

### Critiques d'art
- Gromaire, NRF
- Marcoussis, NRF
- Le Gréco, Rieder
- Situation de l'art moderne, Paris, Éditions de Minuit, 1950
- Les Œuvres récentes de Guillemette Morand, Éditions Galerie des beaux-arts, Genève, 1951
- Le Nu dans la peinture européenne, Paris, Braun, 1952
- Éloge de Cavaillès, enrichi d'une lithographie originale de Jules Cavaillès, éditions Manuel Bruker, 1958
- Panorama des arts plastiques contemporains, Paris, Gallimard, 1960
- Sylvain Vigny, éditions Jean Pizzo, Nice, 1961
- Raymonde Heudebert - Peintures, dessins, coécrit avec Émile Henriot et Claude Roger-Marx, éditions Galerie du Cercle, Paris, 1979

### Traductions et adaptations
- Ramón Gómez de la Serna, La Veuve blanche et noire, roman, Paris, Champ Libre, 1986
- Ramón Gómez de la Serna, Gustave l'Incongru, roman, éditions Kra
- Ramón Gómez de la Serna, Seins, Les Cahiers d'Aujourd'hui, Crès
- Miguel de Unamuno, Trois nouvelles exemplaires et un prologue, éditions Kra, 1925
- Miguel de Unamuno, L'Agonie du christianisme, essai, Paris, Rieder, 1925
- Eugenio d'Ors, Almanach de la Vie brève, Léon Pichon imprimeur
- Eugenio d'Ors, Jardin des plantes, Paris, Fourcade, 1930
- Miguel de Cervantes, Nouvelles Exemplaires, J. Schiffrin & Co.
- Ramón Pérez de Ayala, A.M.D.G., roman, La Connaissance
- Lope de Vega, Font-aux-cabres, fresque dramatique en trois actes, Paris, Les Ordres de Chevalerie, 1949, avec Jean Camp, lithographies de Carlos Fontsere
- Nouvelles espagnoles présentées par Jean Cassou ; préface de Henri Barbusse ; traduites de l'espagnol par Jean Cassou et Hélène Pomiès, Paris, Gallimard, 1937, 217 p. ; 19 cm, coll. « La Renaissance de la nouvelle »

### Préfaces
- Jean Zay, Souvenirs et solitude, Paris, Julliard, 1946.
- Víctor Alba, Insomnie espagnole, 1946
- Federico García Lorca, Poésies 1921-1927 : Chansons, Poème du Cante Jondo, Romancero gitan, 1968 ; traduit de l'espagnol par A. Belamich, P. Darmangeat, J. Supervielle et J. Prévost ; édition Gallimard, coll. « Poésie »
- Jean Duval, Cahiers, Éditions José Corti, 1968
- Joe Bousquet, Lettres à Jean Cassou, 1970 ; Rougerie

## Pour approfondir

### Iconographie
En 1938, Philippe Hosiasson (1898-1978) réalise son portrait (Musée national d'art moderne en 1979).[réf. souhaitée]